# Хармсторф
Хармсторф (њем. Harmstorf) општина је у њемачкој савезној држави Доња Саксонија. Једно је од 42 општинска средишта округа Харбург. Према процјени из 2010. у општини је живјело 926 становника. Посједује регионалну шифру (AGS) 3353017.

## Географски и демографски подаци
Хармсторф се налази у савезној држави Доња Саксонија у округу Харбург. Општина се налази на надморској висини од 15 метара. Површина општине износи 6,0 km². У самом мјесту је, према процјени из 2010. године, живјело 926 становника. Просјечна густина становништва износи 155 становника/km².